# PIK3CA
Le PIK3CA est une protéine constituant la sous unité alpha de la phosphatidylinositol-3,4-bisphosphate kinase. Son gène est le PIK3CA situé sur le chromosome 3 humain.

## En médecine
Les phosphoinositide 3-kinase, dont le PIK3CA est une sous-unité de l'une des isoformes, ont un rôle d'oncogène. Une mutation sur le gène est présente dans environ un tiers des cancers du sein de type  HER2– mBC. Elle est également constatée chez certains méningiomes et lors de certaines malformations des sinus caverneux cérébraux
.

## Cible thérapeutique
L'alpélisib est une molécule en cours de développement, inhibitrice du PIK3CA, en cours de test comme traitement anti-cancéreux. Elle prolonge la durée de rémission des cancers du sein porteur d'une mutation du PIK3CA.